# Matazonellus turquinensis
Matazonellus turquinensis är en kräftdjursart som beskrevs av Juarreo deVarona och de Armas 1996. Matazonellus turquinensis ingår i släktet Matazonellus och familjen Scleropactidae. Inga underarter finns listade i Catalogue of Life.